# Чемпионат Пуэрто-Рико по волейболу среди женщин
Чемпионат Пуэрто-Рико по волейболу среди женщин — ежегодное соревнование женских волейбольных команд Пуэрто-Рико. Проводится с 1968 года.
Организатором является Высшая женская волейбольная лига (Liga de Voleibol Superior Femenino — LVSF) — структурное подразделение Пуэрто-риканской федерации волейбола.

## Формула соревнований
Чемпионат в Высшей лиге (2025) в высшей лиге проводился в два этапа — предварительный и плей-офф. На предварительной стадии 6 команд играли в 4 круга. По её итогам все вышли в плей-офф (две лучшие — напрямую в полуфинал) и по системе с выбыванием определили финалистов, которые разыграли первенство. Серии матчей плей-офф проводились до трёх (в четвертьфинале) и до четырёх (в полуфинале и финале) побед одного из соперников.
За победы со счётом 3:0 и 3:1 команды получают по 3 очка, за победы 3:2 — 2, за поражения 2:3 — 1 очко, за поражения 1:3 и 0:3 очки не начисляются.
Чемпионат 2025 в Высшей лиге проходил с января по май с участием 6 команд: «Криольяс де Кагуас» (Кагуас), «Атеньенсес де Манати» (Манати), «Кангрехерас де Сантурсе» (Сан-Хуан), «Метс де Гуайнабо» (Гуайнабо), «Чангас де Наранхито» (Наранхито), «Валенсианас де Хункос» (Хункос). Чемпионский титул выиграл «Криольяс де Кагуас», победивший в финальной серии «Кангрехерас де Сантурсе» 4-2 (2:3, 3:0, 3:0, 3:0, 0:3, 3:1). 3-е место занял «Атеньенсес де Манати».

## Чемпионы
| - 1968 «Пинкас де Коросаль» Коросаль - 1969 «Пинкас де Коросаль» Коросаль - 1970 «Пинкас де Коросаль» Коросаль - 1971 «Пинкас де Коросаль» Коросаль - 1972 «Пинкас де Коросаль» Коросаль - 1973 «Пинкас де Коросаль» Коросаль - 1974 «Пинкас де Коросаль» Коросаль - 1975 «Пинкас де Коросаль» Коросаль - 1976 «Гуаянилья» - 1977 «Пинкас де Коросаль» Коросаль - 1978 «Метс де Гуаянабо» Гуаянабо - 1979 «Пинкас де Коросаль» Коросаль - 1980 «Пинкас де Коросаль» Коросаль - 1981 «Пинкас де Коросаль» Коросаль - 1982 «Пинкас де Коросаль» Коросаль - 1983 «Пинкас де Коросаль» Коросаль - 1984 «Пинкас де Коросаль» Коросаль - 1985 «Капитанас де Аресибо» Аресибо - 1986 «Капитанас де Аресибо» Аресибо - 1987 «Капитанас де Аресибо» Аресибо - 1988 «Капитанас де Аресибо» Аресибо - 1989 «Леонас де Понсе» Понсе - 1990 «Леонас де Понсе» Понсе - 1991 «Леонас де Понсе» Понсе - 1992 «Чикас де Сан-Хуан» Сан-Хуан - 1993 переход на систему «осень—весна» - 1994 «Метс де Гуаянабо» Гуаянабо - 1995 «Метс де Гуаянабо» Гуаянабо - 1996 «Криольяс де Кагуас» Кагуас | - 1997 «Криольяс де Кагуас» Кагуас - 1998 «Криольяс де Кагуас» Кагуас - 1999 «Льянерс де Тоа Баха» Тоа Баха - 2000 «Криольяс де Кагуас» Кагуас - 2001 «Криольяс де Кагуас» Кагуас - 2002 «Криольяс де Кагуас» Кагуас - 2003 «Хигантес де Каролина» Каролина - 2004 «Хигантес де Каролина» Каролина - 2005 «Криольяс де Кагуас» Кагуас - 2006 «Хигантес де Каролина» Каролина - 2007 «Валенсианас де Хункос» Хункос - 2008 «Пинкас де Коросаль» Коросаль - 2009 «Льянерс де Тоа Баха» Тоа Баха - 2010 «Пинкас де Коросаль» Коросаль - 2011 «Криольяс де Кагуас» Кагуас - 2012 «Ланчерас де Катаньо» Катаньо - 2013 «Индиас де Маягуэс» Маягуэс - 2014 «Криольяс де Кагуас» Кагуас - 2015 «Криольяс де Кагуас» Кагуас - 2016 «Криольяс де Кагуас» Кагуас - 2017 «Криольяс де Кагуас» Кагуас - 2018 чемпионат не проводился - 2019 «Криольяс де Кагуас» Кагуас - 2020 чемпионат не завершён, итоги не подведены - 2021 «Криольяс де Кагуас» Кагуас - 2022 «Пинкин де Коросаль» Коросаль - 2023 «Пинкин де Коросаль» Коросаль - 2024 «Кангрехерас де Сантурсе» Сан-Хуан - 2025 «Криольяс де Кагуас» Кагуас |